# Giro di Campania 1979
Il Giro di Campania 1979, quarantasettesima edizione della corsa, si svolse il 29 marzo 1979 su un percorso di 225 km. La vittoria fu appannaggio dell'italiano Pierino Gavazzi, che completò il percorso in 6h00'59", precedendo i connazionali i connazionali Giuseppe Saronni e Francesco Moser.

## Ordine d'arrivo (Top 10)
| Pos. | Corridore           | Squadra             | Tempo    |
| ---- | ------------------- | ------------------- | -------- |
| 1    | Pierino Gavazzi     | Zonca-Santini       | 6h00'59" |
| 2    | Giuseppe Saronni    | Scic-Bottecchia     | ?        |
| 3    | Francesco Moser     | Sanson-Luxor TV     | ?        |
| 4    | Salvatore Maccali   | Bianchi-Piaggio     | ?        |
| 5    | Luciano Rossignoli  | Mecap-Hoonved       | ?        |
| 6    | Roberto Ceruti      | Magniflex-Famcucine | ?        |
| 7    | Vittorio Algeri     | Sapa Assicurazioni  | ?        |
| 8    | Ronan De Meyer      | Gis Gelati          | ?        |
| 9    | Alessio Antonini    | San Giacomo         | ?        |
| 10   | Leonardo Bevilacqua | Gis Gelati          | ?        |